# K7 Ultimate Security
K7 Computing — международный разработчик антивирусного программного обеспечения и решений в области компьютерной безопасности для домашних и корпоративных пользователей. Компания основана в 1993 году. Главный офис и группа разработки находится в Ченнаи (Индия). Компания представлена более чем в 160 странах мира.
Летом 1991 года Джаяраман Кесавакдханан (Jayaraman Kesavardhanan) основал компанию K7, первую и единственную компанию, разрабатывающую антивирусное программное обеспечение в Индии. В 1992 K7 Computing, возглавляемая Кесавакдханан, выпускает версию VX2000, первое антивирусное программное обеспечение, работающее под DOS. Разработка принесла успех компании, как на внутреннем рынке, так и мировом, что послужило закреплению позиций K7 Computing как успешного разработчика в мировой антивирусной индустрии. В 1994 году K7 Computing выпустила «Generic Decryption Engine» — инструмент, оказавший жизненно важное значение в борьбе с вирусами, распространенными в то время.
В 2002 году K7 Computing выпускает комплексную версию K7 Total Security, сложное программное обеспечение, объединяющее средства защиты от вирусов, спама, брандмауэр и модуль защиты Личной Информации. Это стало знаковой вехой в установлении нового отраслевого стандарта в области информационной безопасности.
Высокое качество решений безопасности и профессиональная команда позволяют компании получить в 2003 году лидирующие позиции на высококонкурентом рынке Японии — рынке, на котором K7 Computing является одним из основных игроков до настоящего времени.
Более 20 лет компания успешно занимается исследованиями и разработками в антивирусной отрасли.
В марте 2022 года начали совместное сотрудничество с Российской компанией PRO32. В основе которого лежат движок и продукты K7.

## Продукция
Компания к7 предлагает несколько антивирусных решений предназначенных для базовой и комплексной защиты персональных компьютеров домашних пользователей и рабочих станций корпоративных сетей.
Решения безопасности для домашних пользователей:
— K7 ULTIMATE SECURITY
— K7 ANTI-VIRUS PLUS
— K7 SECURE WEB
Корпоративные решения:
— K7 ENTERPRISE SECURITY
— K7 BUSINESS LITE
Антивирусные решения K7 Computing поддерживают 32-х и 64-битные (x86-64) версии операционных систем: XP, Server 2003, Vista, Server 2008, Windows 7 и Windows 8.

## Награды
Решения безопасности K7 Computing отмечены наградами
- AV-TEST Certification, AV-Comparatives Advance+[2][3][4]
- CheckMark Platinum Certification, CheckMark Certification[5],
- VB100 AwardVB-100,[6] December 2011 VB-100 award for K7 Total Security[7],
- ICSA Certification,
- TUV Certification.

K7 Total Security получил 10 награждений за 2010 год от AV-Comparatives 2011, и награждение K7 Antivirus Plus в Ноябре 2011.
Компания имеет статусы «Microsoft Gold Certified Partner».
K7 Total Security принимал участие в тестировании от AV-Comparatives 2024, и отмечен высокими оценками и наградами.

## Офис в России
Российский офис компании K7 Computing был открыт в Москве 10 Декабря 2012 года.
Партнёрская сеть K7 Computing в России и странах СНГ насчитывает порядка 250 компаний-партнеров.
С марта 2022 продается в Российской Федерации, Казахстане и Белоруссии под брендом PRO32.